# Souhvězdí Velkého psa
Velký pes je souhvězdí na jižní obloze. V 1. století bylo zahrnuto do 48 Ptolemaiových souhvězdí a je stále zahrnuto mezi 88 moderních souhvězdí. Jeho český název Velký pes je překladem z latinského názvu Canis Major. Nejjasnější hvězdou souhvězdí i na celé noční obloze je Sirius,
který je součástí Zimního trojúhelníku.
Velký pes na severu sousedí se souhvězdím Jednorožce, na západě se souhvězdím Zajíce, na jihozápadě se souhvězdím Holubice a na jihu a východě se souhvězdím Lodní zádě.

## Zajímavé objekty

### Hvězdy
| Hvězda | Jméno            | Hvězdná velikost | Katalogové označení               |
| ------ | ---------------- | ---------------- | --------------------------------- |
| α CMa  | Sirius           | −1,46m           | SAO 151881                        |
| β CMa  | Mirzam           | 1,98m            | SAO 151428, GC 8223               |
| γ CMa  | Muliphein        | 4,11m            | SAO 152303, GC 9320               |
| δ CMa  | Wezen            | 1,83m            | SAO 173047, GC 9443               |
| ε CMa  | Adhara           | 1,5m             | SAO 172676, GC 9188               |
| VY CMa | VY Canis Majoris | 9,527m           | HD 58061, BD -25° 4441, HIP 35793 |

Nejjasnější hvězdou souhvězdí i celé oblohy vůbec je Sirius (α CMa), který má hvězdnou velikost −1,46.
Jeho velká jasnost je dána nejen tím, že má 23 krát větší zářivý výkon než Slunce, ale také jeho blízkostí, protože leží pouhých 8,6 světelného roku od Země a patří tak mezi nejbližší hvězdy.
Z dalších zajímavých hvězd se dá zmínit například proměnná hvězda s označením VY Canis Majoris, která patří mezi největší známé hvězdy. Její průměr je 1 800 průměrů Slunce a od Země je vzdálená kolem 4 900 světelných let.
Zákrytová dvojhvězda s názvem R Canis Majoris leží v severovýchodní části souhvězdí a její jasnost se vždy za 27 hodin snižuje z hvězdné velikosti 5,7 na 6,3. Od Země je vzdálená kolem 145 světelných let.

### Otevřené hvězdokupy

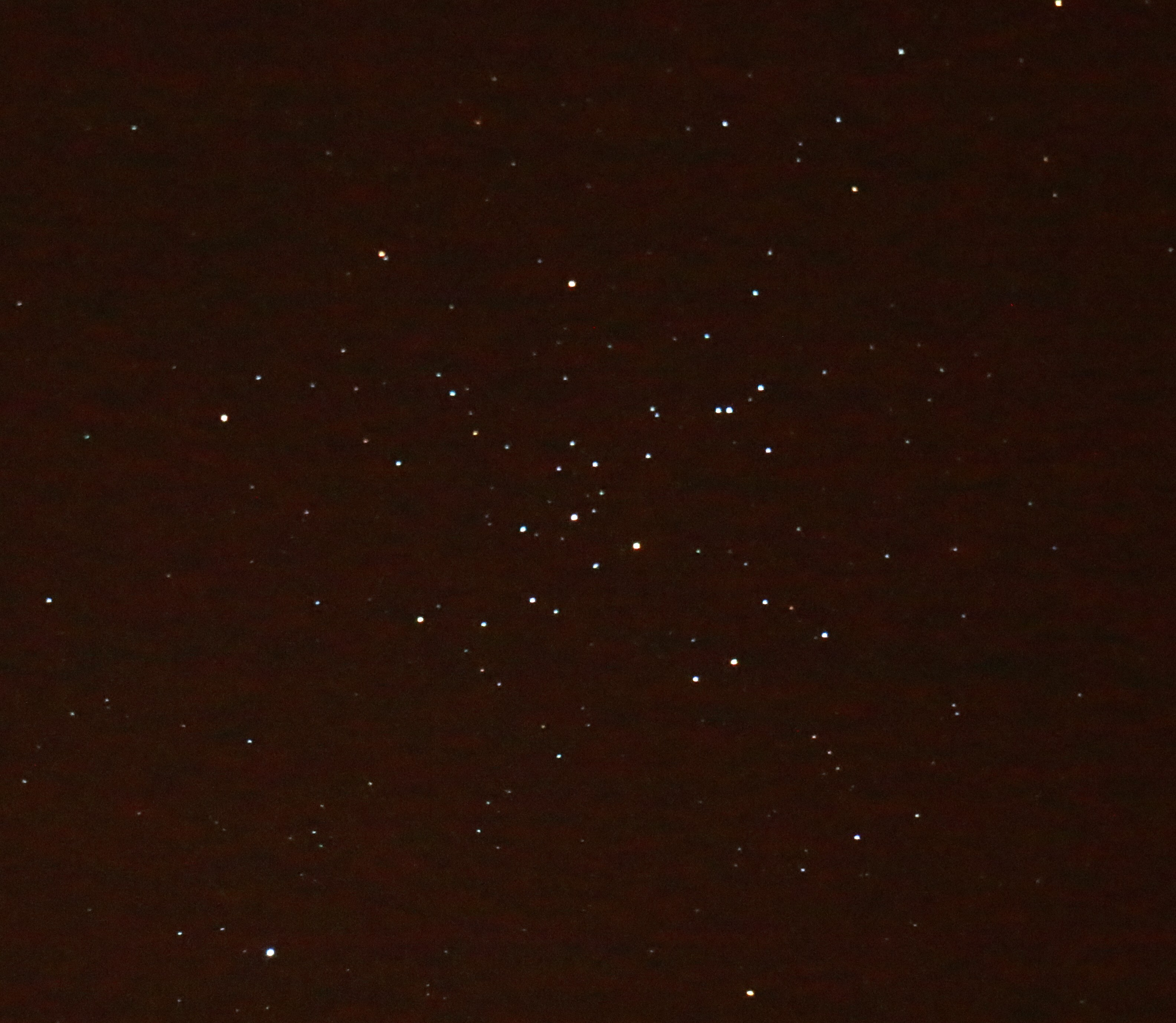
Otevřená hvězdokupa Messier 41

Okrajem souhvězdí prochází Mléčná dráha, takže je v něm vidět mnoho otevřených hvězdokup. Nejvýraznější otevřenou hvězdokupou tohoto souhvězdí je Messier 41, která je se svou hvězdnou velikostí 4,5 dokonce viditelná pouhým okem a díky své poloze 4° jižně od Siria se dá velmi snadno najít. Obyčejný triedr ji dokáže rozložit na dvacet hvězd.
V severovýchodní části souhvězdí leží otevřené hvězdokupy NGC 2360, NGC 2345 a NGC 2374. NGC 2360 je poměrně bohatá a hustá, takže je k jejímu pozorování vhodný středně velký dalekohled. Její hvězdná velikost je 7,2 a úhlová velikost 12′. NGC 2345 má hvězdnou velikost 7,7 a úhlovou velikost také 12′, ale i ve středně velkém dalekohledu se v ní ukáže pouze kolem dvacítky hvězd 10. hvězdné velikosti a slabších. NGC 2374 má 8. hvězdnou velikost, úhlový rozměr 19′ a ve středně velkém dalekohledu se dá rozložit až na třicítku hvězd.
Další tři otevřené hvězdokupy leží u východní hranice souhvězdí. Zdánlivě blízké se zdají být NGC 2383 a NGC 2384, ovšem ve skutečnosti se nacházejí v různých vzdálenostech od Země. NGC 2384 je z této dvojice jasnější, má hvězdnou velikost 7,4 a úhlovou velikost 5′. Středně velký dalekohled v ní ukáže nanejvýš 20 hvězd, ale její nejjasnější dva členové jsou 9. hvězdné velikosti. NGC 2383 je se svou hvězdnou velikostí 8,4 trochu slabší, ale trochu větší. Její nejjasnější hvězdy mají hvězdnou velikost 10 a pomocí středně velkého dalekohledu se v ní dá pozorovat kolem dvaceti hvězd. NGC 2367 má hvězdnou velikost 7,9 a úhlovou velikost 4′ a středně velký dalekohled ji rozloží až na 30 hvězd, z nichž ty nejjasnější na obloze vykreslují tvar velkého písmene Y.
NGC 2362 obklopuje hvězdu Tau Canis Majoris, která je se svou hvězdnou velikostí 4,4 jejím nejjasnějším členem. Hvězdokupa má úhlovou velikost 8′ a středně velký dalekohled ukáže až 30 hvězd. Hvězdokupa je velmi mladá, její stáří se odhaduje pouze na několik milionů let. NGC 2354 leží 1,5° severovýchodně od hvězdy Wezen (δ CMa). Na obloze zabírá plochu s úhlovou velikostí 22′ a její hvězdná velikost je 6,5. Ovšem její nejjasnější členové mají hvězdnou velikost 10 a uvnitř hvězdokupy je několik prázdných oblastí bez hvězd.

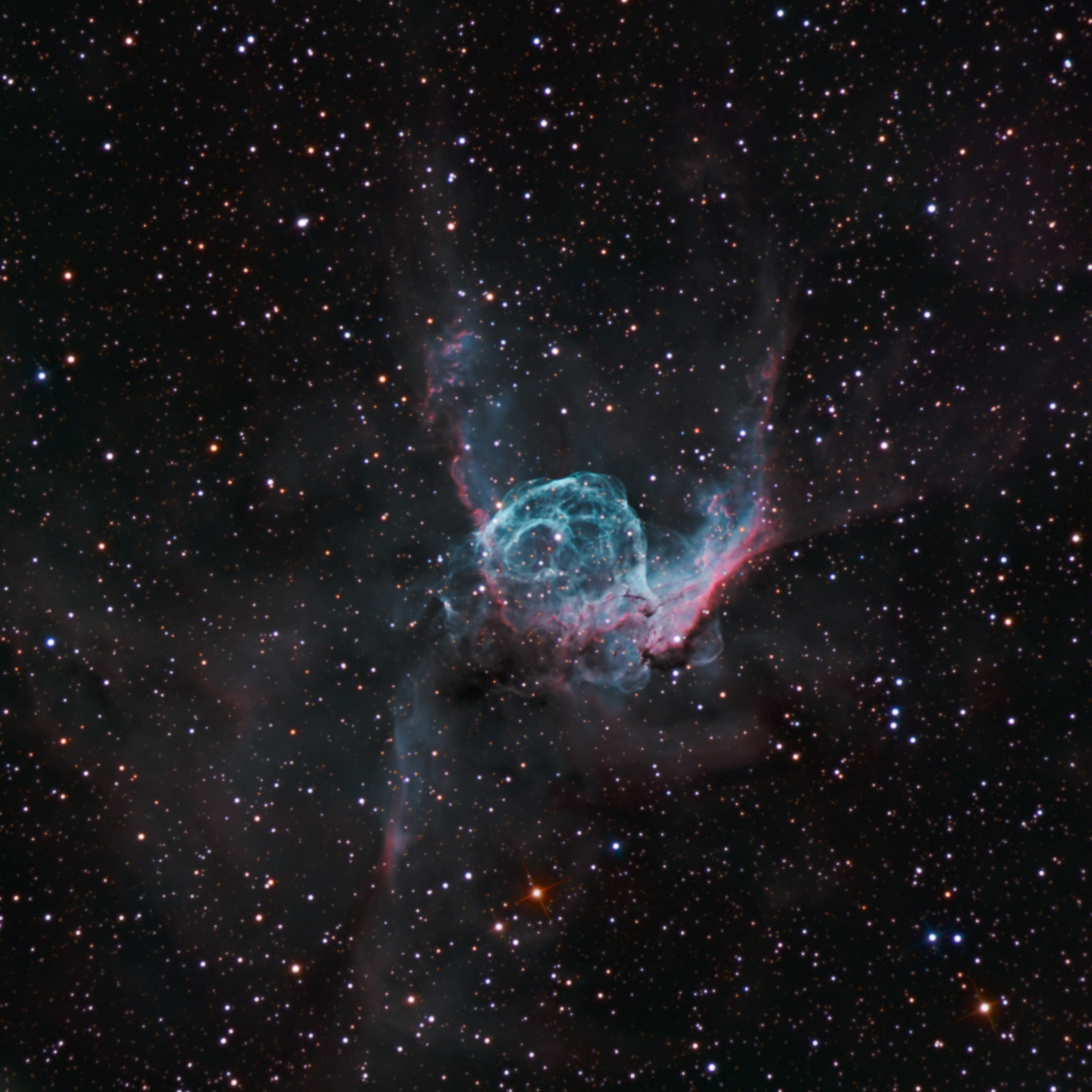
Emisní mlhovina NGC 2359. Autor: Martin Rusterholz

V západní části souhvězdí ještě leží slabá hvězdokupa NGC 2204, která má hvězdnou velikost 8,6 a úhlovou velikost 13′. Přesto je viditelná i triedrem a její nejjasnější členy s hvězdnou velikostí 9 ukáže i malý dalekohled. Středně velký dalekohled v ní ukáže několik desítek hvězd.

### Mlhoviny
V severovýchodním cípu souhvězdí se dá středně velkým dalekohledem najít mlhavá skvrna označená jako NGC 2359. Je to emisní mlhovina, která se kvůli svému tvaru někdy nazývá „Thorova přilba“ nebo „Kachní mlhovina“ a jejím původcem je Wolfova–Rayetova hvězda.

### Galaxie

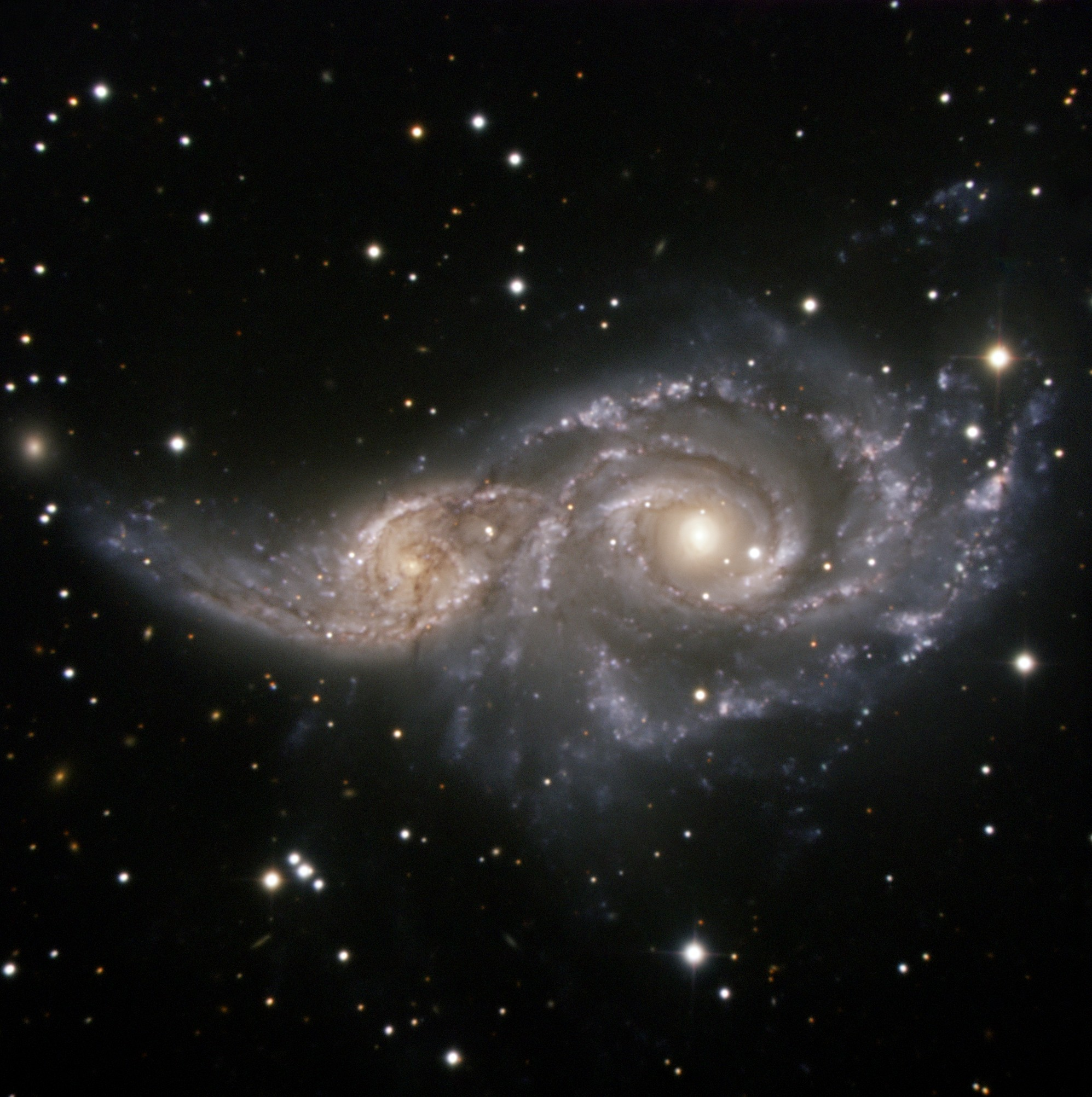
Interagující galaxie NGC 2207 a IC 2163. Autor: ESO

V souhvězdí Velkého psa se nachází Trpasličí galaxie Velký pes, což může být nejbližší satelitní galaxie pohlcená Mléčnou dráhou, která je od Země vzdálená 25 000 světelných let,
ale stejně tak může jít pouze o výběžek spirálního ramene Mléčné dráhy.
V jihozápadní části souhvězdí leží spirální galaxie s příčkou označená NGC 2217. Má hvězdnou velikost 10,5 a úhlovou velikost 5×4,5′. Středně velký dalekohled ji ukáže jako kulatou skvrnku s jasnějším jádrem. Od Země je vzdálená asi 60 milionů světelných let. V západní části souhvězdí ještě leží zajímavá dvojice interagujících galaxií, které se označují jako NGC 2207 a IC 2163, mají hvězdnou velikost 11 a od Země jsou vzdálené 125 milionů světelných let.